# Ванин, Андрис
А́ндрис Ва́нин (латыш. Andris Vaņins; 30 апреля 1980, Илуксте) — латвийский футболист,  вратарь клуба «Дитикон».

## Карьера

### В клубах
Начинал выступления в «Вентспилсе», дебютировал в Высшей лиге Латвии в сезоне 1998 года. Летом 2003 года перешёл в российский «Торпедо-Металлург», позже переименованный в «Москву». За главную команду сыграл один гостевой матч в 1/16 Кубка России 2003/04 против «Амкара» и пропустил 3 мяча, за дубль провёл 38 игр. В 2005 году был арендован в латвийскую «Венту», но из-за несвоевременно пришедшего трансфера не провёл ни одной игры. На следующий сезон вернулся в «Вентспилс», с которым выиграл три чемпионата страны подряд (2006, 2007, 2008), получая параллельно личные награды. С сезона 2009/10 играл в швейцарском «Сьоне». В октябре 2013 года продлил контракт до июня 2017 года.
В апреле 2016 года президент клуба отправил Ванина в запас, и летом тот перешёл в «Цюрих», вылетевший из высшей лиги.

### В сборной
Ванин дебютировал в составе сборной Латвии в 2000 году в матче против Словакии, проигранном латышами со счётом 3:1. С 2007 года — основной вратарь сборной.

## Личная жизнь
Женат, есть два сына . Говорит на четырёх языках: латышском, русском, английском и французском.

## Достижения

### Командные
«Вентспилс»
- Чемпион Латвии: 2006, 2007, 2008
- Серебряный призёр чемпионата Латвии: 2000, 2001, 2002
- Бронзовый призёр чемпионата Латвии: 1998, 1999
- Обладатель Кубка Латвии: 2007

«Сьон»
- Обладатель Кубка Швейцарии: 2010/11, 2014/15

Сборная Латвии
- Обладатель Кубка Балтии: 2008, 2012, 2014

### Личные
«Вентспилс»
- Лучший вратарь чемпионата Латвии: 2006, 2007, 2008[6]
- Лучший игрок чемпионата Латвии: 2008

«Сьон»
- Футболист года в Латвии:
- Лучший вратарь чемпионата Швейцарии: 2009/10, 2010/11
- Лучший игрок клуба: 2009/10, 2010/11, 2011/12, 2012/13

«Цюрих»
- Футболист года в Латвии:

Латвия
- Футболист года в Латвии: 2008, 2013, 2015, 2016, 2017